# Papeza szentiavanyi
Papeza szentiavanyi är en tvåvingeart som beskrevs av Mcalpine 1975. Papeza szentiavanyi ingår i släktet Papeza och familjen skridflugor. Inga underarter finns listade i Catalogue of Life.